# NGC 2475
NGC 2475 is een elliptisch sterrenstelsel in het sterrenbeeld Lynx. Het hemelobject werd op 9 januari 1856 ontdekt door de Ierse astronoom William Parsons.

## Synoniemen
- UGC 4114
- MCG 9-13-96
- ZWG 262.52
- KCPG 147A
- PGC 22321